# Сейнт Лорънс (залив)
Вижте пояснителната страница за други значения на Сейнт Лорънс.
Сейнт Лорънс (на френски: Golfe du Saint-Laurent; на английски: Gulf of Saint Lawrence) (в превод Свети Лаврентий) е полузатворено море на Атлантическия океан, край източните брегове на Канада и е най-големият естуар в света.

## Географска характеристика
Дължина от североизток на югозапад около 840 km, ширина до 400 km, площ около 263 хил.km2. На север се простира до бреговете на полустров Лабрадор, на изток – до бреговете на остров Нюфаундленд, на юг – до бреговете на остров Кейп Бретон и полуостров Нова Скотия, а на запад – до бреговете на провинция Ню Брънзуик и полуостров Гаспе. На североизток чрез протока Бел Айл се свързва с море Лабрадор на Атлантическия океан, а на югоизток чрез протока Кабот и на юг чрез протока Консо – директно с Атлантическия океан. В северозападната му част се влива река Сейнт Лорънс. В северозападната му част, срещу естуара на Сейнт Лорънс е разположен остров Антикости, а в южната част – остров Принц Едуард.
Климатът е мусонен. През зимата преобладават студените северозападни ветрове, а през лятото – топлите югозападни. Средната температура на въздуха през февруари е –10 °C, през август 15 °C. Средната температура на водата през зимата е под –1 °C, а през лятото – до 15 °C. Теченията в залива образуват циклонален кръговрат. Солеността на водата на североизток е до 32‰, а на северозапад – от 12 до 15‰. На дълбочина 100 m температурата на водата е под 0 °C, солеността 32 – 33‰, а на дъното – 5 °C и 35‰ съответно. Приливите са полуденонщни с височина до 2 m. От декември до май е покрит с ледове. През пролетта се срещат айсберги.
Заливът е ползван от местни племена за риболов в продължение на хилядолетия, водите му са използвани от тях също и за морски транспорт. Първото документирано плаване в залива на европеец е на френския изследовател Жак Картие през 1534 г.